# FA Cup 1912/13

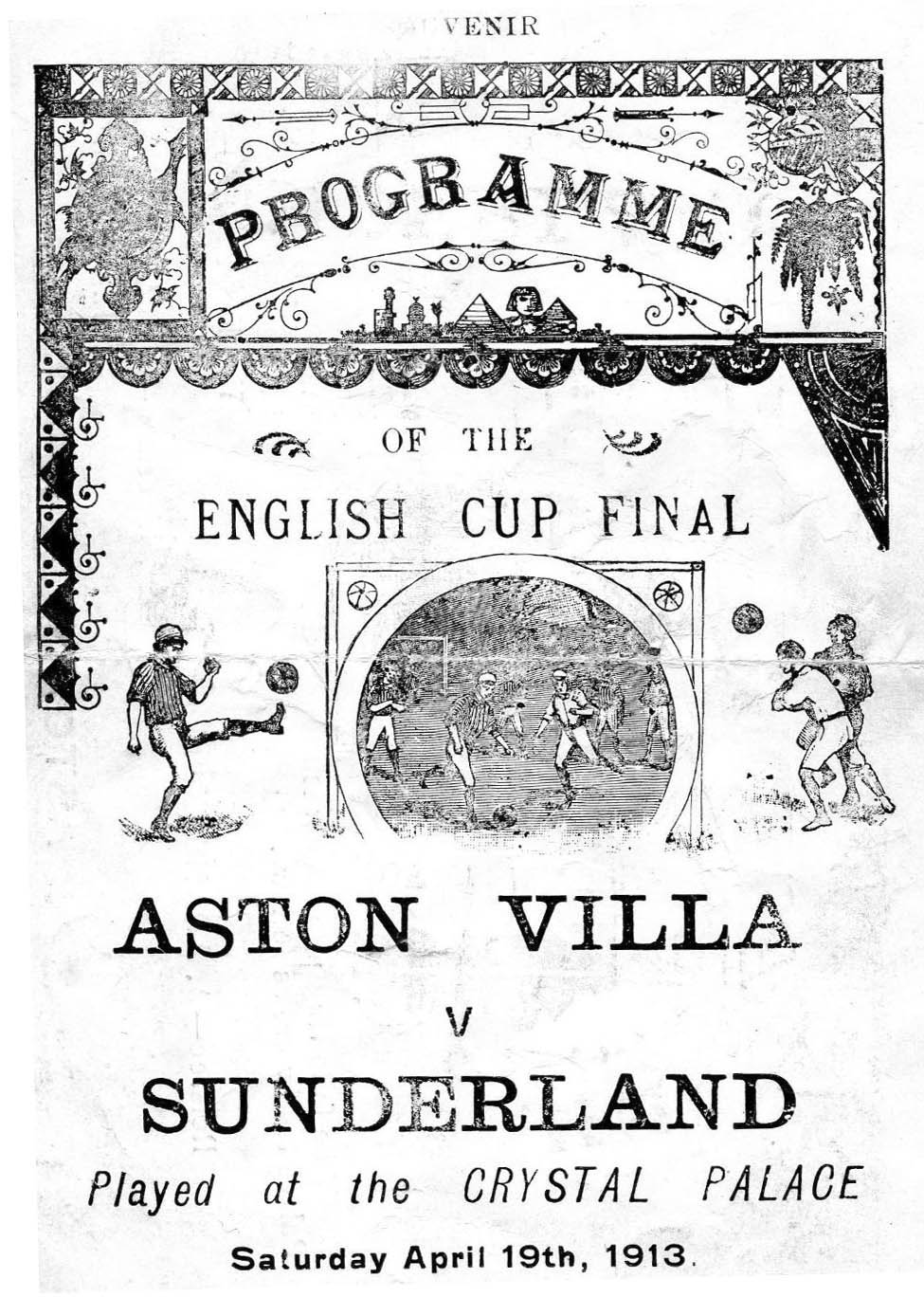
Das Spielprogamm des FA-Cup-Finals von 1913.

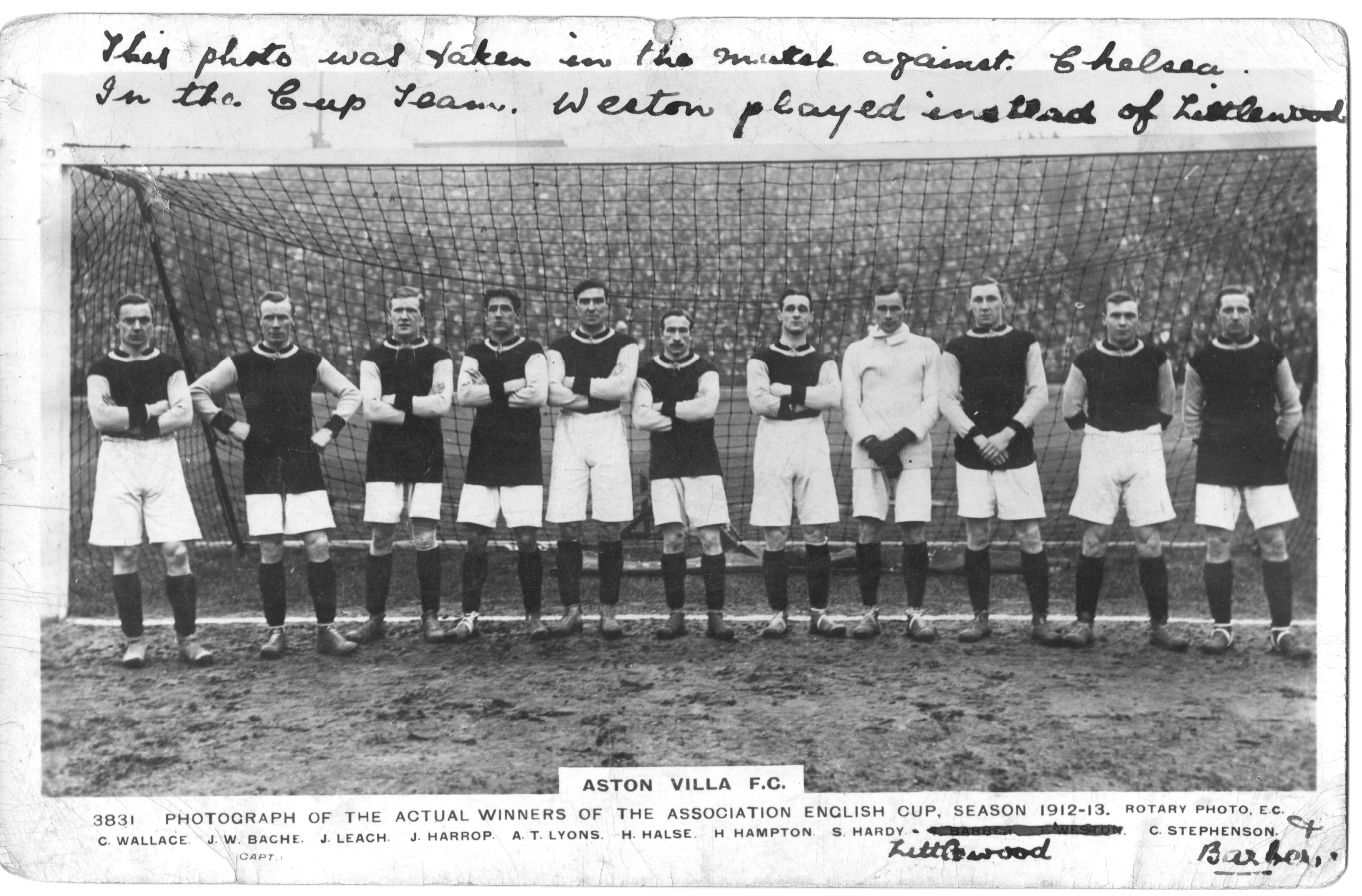
Die Mannschaft von Aston Villa im Jahr 1913.

Der FA Cup 1912/13 war die 42. Austragung des The Football Association Challenge Cup (meist als FA Cup bekannt).
Der Pokalwettbewerb startete mit der Qualifikation zwischen dem 14. September 1912 und dem 19. Dezember 1912. Die Hauptrunde begann anschließend ab dem 11. Januar 1913 und endete mit dem Finale im Crystal Palace in London am 19. April 1913 vor einer Kulisse von offiziell 121.919 Zuschauern. Sieger des Wettbewerbs wurde zum fünften Mal Aston Villa. Unterlegener Finalist war der AFC Sunderland.

## Wettbewerb

### Erste Hauptrunde
| Datum           |                         | Ergebnis |                        |
| --------------- | ----------------------- | -------- | ---------------------- |
| 11. Januar 1913 | Bristol Rovers          | 2:0      | Notts County           |
| 11. Januar 1913 | FC Chelsea              | 5:2      | Southend United        |
| 11. Januar 1913 | Croydon Common          | 0:0      | Woolwich Arsenal       |
| 11. Januar 1913 | Crystal Palace          | 2:0      | FC Glossop             |
| 11. Januar 1913 | FC Fulham               | 0:2      | Hull City              |
| 11. Januar 1913 | FC Gillingham           | 0:0      | Barnsley               |
| 11. Januar 1913 | Manchester City         | 4:0      | Birmingham City        |
| 11. Januar 1913 | Manchester United       | 1:1      | Coventry City          |
| 11. Januar 1913 | Millwall                | 0:0      | FC Middlesbrough       |
| 11. Januar 1913 | Oldham Athletic         | 2:0      | Bolton Wanderers       |
| 11. Januar 1913 | Plymouth Argyle         | 2:0      | Preston North End      |
| 11. Januar 1913 | Queens Park Rangers     | 4:2      | Halifax Town           |
| 11. Januar 1913 | AFC Rochdale            | 0:2      | Swindon Town           |
| 11. Januar 1913 | FC Southampton          | 1:1      | FC Bury                |
| 11. Januar 1913 | AFC Sunderland          | 6:0      | Clapton Orient         |
| 11. Januar 1913 | Tottenham Hotspur       | 1:1      | FC Blackpool           |
| 13. Januar 1913 | West Bromwich Albion    | 1:1      | West Ham United        |
| 15. Januar 1913 | Bradford Park Avenue    | 1:1      | AFC Barrow             |
| 15. Januar 1913 | Derby County            | 1:3      | Aston Villa            |
| 15. Januar 1913 | FC Everton              | 5:1      | Stockport County       |
| 15. Januar 1913 | Huddersfield Town       | 3:1      | Sheffield United       |
| 15. Januar 1913 | Leeds City              | 2:3      | FC Burnley             |
| 15. Januar 1913 | FC Liverpool            | 3:0      | Bristol City           |
| 15. Januar 1913 | FC Portsmouth           | 1:2      | Brighton & Hove Albion |
| 16. Januar 1913 | Leicester Fosse         | 1:4      | Norwich City           |
| 16. Januar 1913 | Newcastle United        | 1:0      | Bradford City          |
| 16. Januar 1913 | The Wednesday           | 5:1      | Grimsby Town           |
| 16. Januar 1913 | FC Stoke                | 2:2      | FC Reading             |
| 18. Januar 1913 | Blackburn Rovers        | 7:2      | Northampton Town       |
| 18. Januar 1913 | FC Chesterfield         | 1:4      | Nottingham Forest      |
| 18. Januar 1913 | FC South Shields        | 0:1      | Gainsborough Trinity   |
| 18. Januar 1913 | Wolverhampton Wanderers | 3:1      | London Caledonians     |

#### Wiederholungsspiele
| Datum           |                      | Ergebnis |                      |
| --------------- | -------------------- | -------- | -------------------- |
| 15. Januar 1913 | FC Bury              | 2:1      | FC Southampton       |
| 15. Januar 1913 | Middlesbrough        | 4:1      | FC Millwall          |
| 15. Januar 1913 | Woolwich Arsenal     | 2:1      | Croydon Common       |
| 16. Januar 1913 | FC Barnsley          | 3:1      | FC Gillingham        |
| 16. Januar 1913 | Coventry City        | 1:2      | Manchester United    |
| 16. Januar 1913 | Tottenham Hotspur    | 6:1      | FC Blackpool         |
| 16. Januar 1913 | West Ham United      | 2:2      | West Bromwich Albion |
| 22. Januar 1913 | Bradford Park Avenue | 1:0      | AFC Barrow           |
| 22. Januar 1913 | FC Reading           | 3:0      | FC Stoke             |
| 22. Januar 1913 | West Ham United      | 3:0      | West Bromwich Albion |

### Zweite Hauptrunde
| Datum           |                        | Ergebnis |                         |
| --------------- | ---------------------- | -------- | ----------------------- |
| 1. Februar 1913 | Aston Villa            | 5:0      | West Ham United         |
| 1. Februar 1913 | FC Barnsley            | 2:3      | Blackburn Rovers        |
| 1. Februar 1913 | Bradford Park Avenue   | 3:0      | Wolverhampton Wanderers |
| 1. Februar 1913 | Brighton & Hove Albion | 0:0      | FC Everton              |
| 1. Februar 1913 | Bristol Rovers         | 1:1      | Norwich City            |
| 1. Februar 1913 | FC Burnley             | 4:1      | Gainsborough Trinity    |
| 1. Februar 1913 | FC Chelsea             | 1:1      | The Wednesday           |
| 1. Februar 1913 | Crystal Palace         | 2:0      | FC Bury                 |
| 1. Februar 1913 | Huddersfield Town      | 1:2      | Swindon Town            |
| 1. Februar 1913 | Hull City              | 0:0      | Newcastle United        |
| 1. Februar 1913 | FC Middlesbrough       | 3:2      | Queens Park Rangers     |
| 1. Februar 1913 | Oldham Athletic        | 5:1      | Nottingham Forest       |
| 1. Februar 1913 | Plymouth Argyle        | 0:2      | Manchester United       |
| 1. Februar 1913 | FC Reading             | 1:0      | Tottenham Hotspur       |
| 1. Februar 1913 | Woolwich Arsenal       | 1:4      | FC Liverpool            |
| 5. Februar 1913 | AFC Sunderland         | 2:0      | Manchester City         |

#### Wiederholungsspiele
| Datum            |                  | Ergebnis |                        |
| ---------------- | ---------------- | -------- | ---------------------- |
| 5. Februar 1913  | FC Everton       | 1:0      | Brighton & Hove Albion |
| 5. Februar 1913  | Newcastle United | 3:0      | Hull City              |
| 5. Februar 1913  | The Wednesday    | 6:0      | FC Chelsea             |
| 6. Februar 1913  | Norwich City     | 2:2      | Bristol Rovers         |
| 10. Februar 1913 | Bristol Rovers   | 1:0      | Norwich City           |

### Dritte Hauptrunde
| Datum            |                      | Ergebnis |                   |
| ---------------- | -------------------- | -------- | ----------------- |
| 22. Februar 1913 | Aston Villa          | 5:0      | Crystal Palace    |
| 22. Februar 1913 | Bradford Park Avenue | 2:1      | The Wednesday     |
| 22. Februar 1913 | Bristol Rovers       | 0:4      | FC Everton        |
| 22. Februar 1913 | FC Burnley           | 3:1      | Middlesbrough     |
| 22. Februar 1913 | FC Liverpool         | 1:1      | Newcastle United  |
| 22. Februar 1913 | Oldham Athletic      | 0:0      | Manchester United |
| 22. Februar 1913 | FC Reading           | 1:2      | Blackburn Rovers  |
| 22. Februar 1913 | AFC Sunderland       | 4:2      | Swindon Town      |

#### Wiederholungsspiele
| Datum            |                   | Ergebnis |                 |
| ---------------- | ----------------- | -------- | --------------- |
| 26. Februar 1913 | Manchester United | 1:2      | Oldham Athletic |
| 26. Februar 1913 | Newcastle United  | 1:0      | FC Liverpool    |

### Vierte Hauptrunde
| Datum        |                      | Ergebnis |                  |
| ------------ | -------------------- | -------- | ---------------- |
| 8. März 1913 | Blackburn Rovers     | 0:1      | FC Burnley       |
| 8. März 1913 | Bradford Park Avenue | 0:5      | Aston Villa      |
| 8. März 1913 | FC Everton           | 0:1      | Oldham Athletic  |
| 8. März 1913 | AFC Sunderland       | 0:0      | Newcastle United |

#### Wiederholungsspiele
| Datum         |                  | Ergebnis |                |
| ------------- | ---------------- | -------- | -------------- |
| 12. März 1913 | Newcastle United | 2:2      | AFC Sunderland |
| 17. März 1913 | Newcastle United | 0:3      | AFC Sunderland |

### Halbfinale
Die ersten beiden Spiele wurden am 29. März 1913 und das Wiederholungsspiel am 2. April 1913 ausgetragen.
|             | Ergebnis |                 | Ort       |
| ----------- | -------- | --------------- | --------- |
| Aston Villa | 1:0      | Oldham Athletic | Blackburn |
| FC Burnley  | 0:0      | AFC Sunderland  | Sheffield |

#### Wiederholungsspiele
|                | Ergebnis |            | Ort        |
| -------------- | -------- | ---------- | ---------- |
| AFC Sunderland | 3:2      | FC Burnley | Birmingham |

### Finale
| Aston Villa                                        | Aston Villa | AFC Sunderland | AFC Sunderland |
| -------------------------------------------------- | --- | --- | -------------- |
| Aston Villa                                        | \| Finale \| \| Samstag, 19. April 1913 in London (Crystal Palace) \| \| Ergebnis: 1:0 (0:0) \| \| Zuschauer: 121.919 \| \| Schiedsrichter: A. Adams \| \| Spielbericht \|          | \| Finale \| \| Samstag, 19. April 1913 in London (Crystal Palace) \| \| Ergebnis: 1:0 (0:0) \| \| Zuschauer: 121.919 \| \| Schiedsrichter: A. Adams \| \| Spielbericht \|                | AFC Sunderland |
| Aston Villa                                        | Sam Hardy – Tom Lyons, Tommy Weston – Tommy Barber, Jimmy Harrop, Jimmy Leach – Charlie Wallace, Clem Stephenson, Harry Hampton, Harold Halse, Joe Bache Cheftrainer: George Ramsay | Joe Butler – Charlie Gladwin, Harry Ness – Francis Cuggy, Charlie Thomson, Harry Low – Jackie Mordue, Charlie Buchan, James Richardson, George Holley, Henry Martin Cheftrainer: Bob Kyle | AFC Sunderland |
| Aston Villa                                        | 1:0 Tommy Barber (78.) | | AFC Sunderland |
| Finale                                             | | |                |
| Samstag, 19. April 1913 in London (Crystal Palace) | | |                |
| Ergebnis: 1:0 (0:0)                                | | |                |
| Zuschauer: 121.919                                 | | |                |
| Schiedsrichter: A. Adams                           | | |                |
| Spielbericht                                       | | |                |